# Alex Varnyú
Alex Varnyú (Budapest, 1º agosto 1995) è un pattinatore di short track ungherese.

## Biografia
È allenato da Akos Banhidi.
Ha ottenuto il primo titolo internazionale ai campionati europei di Dordrecht 2019, vincendo l'oro nella staffetta 5000 metri con Csaba Burján, Cole Krueger, Shaoang Liu e Sándor Liu Shaolin, pur non disputando la finale. Lo stesso anno ha vinto il bronzo ai mondiali di Sofia 2019 nella staffetta 5000 metri con Csaba Burján, Cole Krueger e Shaolin Sándor Liu.
Ai mondiali di Dordrecht 2021 ha guadagnato la medaglia d'argento nella staffetta 5000 metri con Csaba Burján, John-Henry Krueger, Shaoang Liu e Shaolin Sándor Liu.

## Palmarès
- Mondiali

Sofia 2019: bronzo nella staffetta 5000 m;
Dordrecht 2021: argento nella staffetta 5000 m;
- Europei

Dordrecht 2019: oro nella staffetta 5000 m;